# Кавал
Кавал — продольная или полупоперечная флейта народов Малой Азии, Южной и Юго-Восточной Европы. Распространена в Болгарии, Северной Македонии, Турции, Венгрии, Албании, южной Сербии, западной Украине (под названием флояра), Молдове, северной Греции, Румынии, Армении. Диапазон 2,5—3 октавы.

## История
Название инструмента происходит от турецкого слова, переводимого как «длинный деревянный свисток пастуха». Считается,[кем?] что изначально пастухи использовали полые трубочки, производящие звук, для управления стадом. Установить точное происхождение кавала довольно сложно, но его предшественниками можно считать некоторые египетские, сирийские, и позднее — греческие духовые музыкальные инструменты. Прототип кавала существовал ещё до новой эры. Возможно даже, что кавал является древнейшим духовым инструментом в мире. Подобные инструменты были найдены при раскопках вдоль Тигра и Евфрата, где существовали наиболее ранние цивилизации, а также во время раскопок в Египте, где кавал и сейчас является традиционным инструментом.
Согласно древней легенде, на кавале играл сам Орфей. И когда он играл, перед ним расступались горы.

## Конструкция инструмента и его разновидности
Кавал изготавливают из цельного куска дерева, либо разборным, состоящим из трёх частей. Верхняя часть имеет заострённый конец и служит мундштуком. Средняя часть имеет обычно восемь отверстий для пальцев (семь спереди и одно сзади). На нижней части инструмента бывает до четырёх резонансных отверстий, которые остаются всегда открытыми и служат для улучшения тембра и более точного строя. Их ещё называют «дьявольские дыры». Согласно народной болгарской сказке, однажды дьявол вызвал пастуха на музыкальный поединок и, пока пастух спал, провертел в кавале пастуха новые отверстия, чтобы расстроить звук. Вместо этого пастушеский кавал зазвучал ещё лучше, и дьявол проиграл соревнование.
Традиционно кавал изготавливается из плотного дерева: кизил, миндаль, абрикос, самшит, а также из высококачественной древесины высокой плотности — гренадил (африканское чёрное дерево). Кроме этого, кавал может быть изготовлен из тростника, металла, или пластика. Длина может быть различной (от 500 до 800 мм), от этого зависит основной тон инструмента. Наиболее популярными являются кавалы в строе D и C (первой октавы). Также кавалы бывают как в более низком строе (H, B, A), так и в более высоком (E, F, G).
В некоторых культурах встречаются разновидности кавала со свистковым устройством, наподобие того, которое имеется на блок-флейте. Так, румынский (или мадьярский) кавал, в отличие от болгарского, македонского и турецкого, имеет свистковое устройство и 5—6 игровых отверстий. Звукоряд — венгерский минор.

## Звукоизвлечение и особенности
Звукоизвлечение и интонирование на кавале является чрезвычайно трудным для освоения. Для обучения игре на инструменте в болгарских музыкальных школах принимают детей не младше 14 лет. На достижение качественного звука у некоторых учащихся уходят месяцы напряжённого труда.
Инструмент держат под углом около 30—50° к телу. Губы закрывают примерно 3/4 свисткового отверстия. Положение губ можно описать как то, которое используется для свиста — «трубочкой». Варьируя силу подачи воздуха, угол наклона кавала и площадь перекрытия свисткового отверстия, добиваются ровного звука требуемой высоты.
Отличительная черта кавала — необычайно широкая палитра тембров и оттенков звука. В нижнем регистре инструмент имеет мягкий, тёплый тембр, окрашенный «шелестом ветра». В более высоких регистрах кавал звучит звонко и даже пронзительно. При соединении первого и второго регистров получается особый тембр, объединяющий в себе два тона в интервал октава. Этот эффект называется КАБА.
Кроме того, на кавале применяется способ звукоизвлечения, как при игре на трубе, что обогащает тембровую палитру инструмента звуком, подобным кларнету, и расширяет диапазон ещё на септиму вниз.
Помимо перечисленных особенностей, при игре на кавале используется техника циркулярного дыхания. Это позволяет исполнителю вести непрерывную мелодическую линию.
Кавал бывает, используется в паре- на одном кавале играют мелодию, на другом – бурдон. На кавале играют  и танцевальные и песенные мелодии, богато и ярко орнаментированные. 